# Christian Wade
Christian Wade (Slough, 15 maggio 1991) è un multisportivo britannico, internazionale di rugby a 15 per l'Inghilterra nel ruolo di tre quarti ala e, per un triennio, running back di football americano nella franchigia statunitense dei Buffalo Bills.

## Biografia
Wade è cresciuto a High Wycombe, città dove compì gli studi primari e superiori; a scuola praticava rugby e atletica leggera e rappresentò il Buckinghamshire nei campionati scolastici di quest'ultima disciplina, mentre nel rugby scese in campo per l'Inghilterra Under-16 e Under-18 nonché nella rappresentativa a sette.
Entrato nelle giovanili del London Wasps, esordì in prima squadra nel corso della Premiership 2010-11; l'esordio della stagione successiva, complice l'assenza di molti giocatori impegnati nella Coppa del Mondo di rugby 2011, lo vide andare a segno sei volte in altrettante giornate di campionato e chiudere la stagione con nove mete complessive; a fine campionato fu convocato in Nazionale maggiore per il match (senza full cap) contro i Barbarians, in cui mise a segno una delle mete con cui gli inglesi vinsero per 57 a 26.
L'esordio internazionale vero e proprio avvenne un anno più tardi, nel giugno 2013 a Salta, in Argentina, quando Wade disputò contro i Pumas il suo primo test match.
Mentre si trovava ancora in Sudamerica in tour con la Nazionale inglese, Wade fu richiamato d'urgenza e dirottato alla selezione dei British Lions impegnata in Australia, per fare fronte all'improvviso rischio di perdere per infortunio l'ala gallese Jamie Roberts, anche se in seguito Wade fu impiegato solamente per un incontro infrasettimanale e non scese in campo in alcuno dei tre test match in programma contro gli Wallabies.